# ゴマハギ
ゴマハギ (学名：Zebrasoma scopas) は、ニザダイ科に分類される海水魚の一種。インド太平洋に分布し、主に藻類を食べる草食魚である。観賞魚として人気の種である。

## 分類と名称
1829年にフランスの動物学者であるジョルジュ・キュヴィエによって Acanthurus scopas として記載され、タイプ産地はインドネシアのバンダ諸島のバンダ・ネイラ島とされた。ヒレナガハギ属の中では、キイロハギが最も近縁である。ヒレナガハギ属はニザダイ科に分類され、ナンヨウハギと近縁である。従来のスズキ目ではなく、ニザダイ目に分類する場合もある。
種小名は「ほうき」を意味し、尾柄にある剛毛を指す。

## 形態

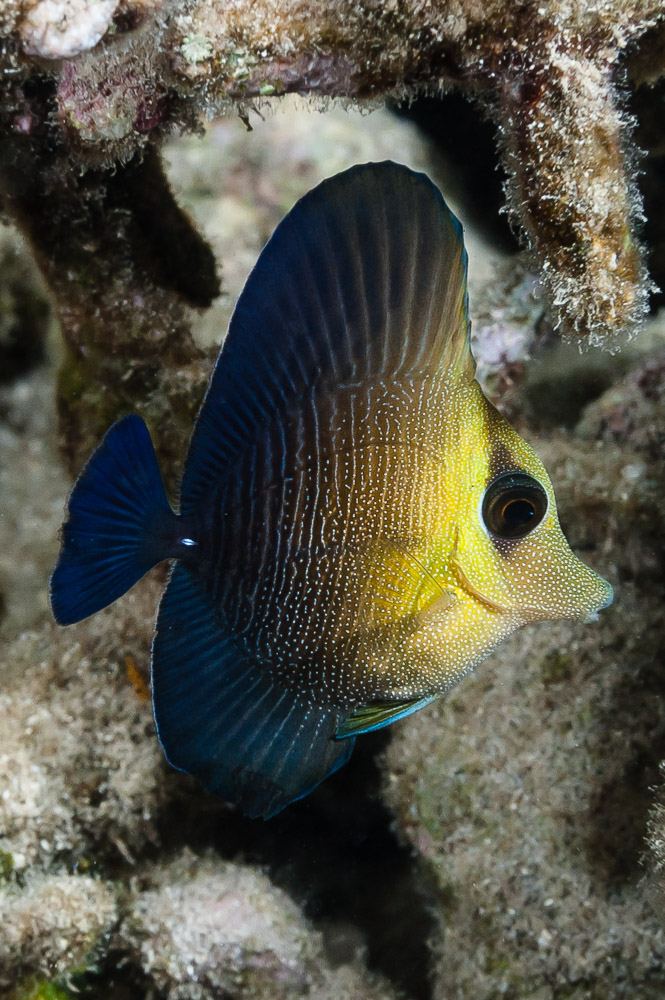
幼魚

体型は側扁した楕円形で、吻は突き出る。体長は40cmに達する。頭部は白っぽく、体は淡褐色で、尾部は黒く、その付近は暗褐色である。体には淡い淡緑色の模様が入り、頭部では点だが、体中央部では線となり、後縁で再び点となる。幼魚は体色が淡く、黄色がかった縞が入り、比較的大きな背鰭を持つ。成魚は尾柄に白い棘がある。背鰭は帆のように大きく、4-5棘と23-25軟条から成る。臀鰭は3棘と19-21軟条から成る。

## 分布と生息地
インド太平洋地域に分布し、水深60m以浅に生息する。東アフリカから日本、ピトケアン諸島、マレーシア、インドネシア、オーストラリア、ロード・ハウ島、ラパ島まで分布する。2008年にはフロリダ州のフォートローダーデール近郊で観察された。

## 生態
主に糸状藻類を餌とするため、特殊な咽頭歯を持っている。サンゴ礁の外側や、サンゴが豊富なラグーンで見られる。成魚は群れを作り、幼魚は時々群れるものの、基本的に単独で生活し、サンゴの間を泳いでいるのがよく見られる。
一夫一婦制であり、つがいや小さな群れで産卵をする。雄の方が大型化する傾向がある。産卵の際には水面に急上昇し、受精は体外で行われ、卵は水中に散らばる。仔魚は数週間プランクトンとして生活し、その後定着して幼魚となる。

## 人との関わり
入手しやすく、初心者でも飼育しやすい。サンゴを食べないため、サンゴの水槽でも問題なく飼育できる。他のニザダイ科魚類よりも小型で、攻撃性も低い。容積340L以上の水槽を必要とする。幅広い環境に適応する。肉を含む様々な餌を食べるが、食事の中心は野菜である。水槽内で繁殖する藻類を食べる。ヒレナガハギ属の中でも比較的温和な種で、他の種類のハギ類と同居が可能である。